# Thou (groupe)
Thou est un groupe américain de sludge et doom metal, originaire de Baton Rouge, en Louisiane. La formation se caractérise par un intérêt important pour les EP et les Splits contrairement aux formats albums. Ils sont aussi extrêmement impliqués dans la scène DIY de La Nouvelle-Orléans.

## Histoire

### Formation (2004-2007)
Thou se forme forme aux alentours de 2004 à Baton Rouge autour des guitaristes Andy Gibbs et Matthew Thudium, du bassiste Mitch Wells et du batteur Terry Gulino. Le chant est alors assuré par Matthew Thudium. Matthew et Andy se connaissent depuis l'école maternelle et Mitch depuis le collège. Avant de se retrouver dans Thou, ils ont déjà joué ensemble dans Translation, un groupe que Andy Gibbs décrit comme un « méli-mélo de hasard ». Quand le groupe s'est séparé à la suite du départ du guitariste, qui était considéré comme la force motrice de la formation, ils ont commencé à jammer avec Terry Gulino, qui fréquentait leur salle de répétition. Mitch Wells le connaissait déjà depuis un moment. À partir de là, le groupe a commencé à tourner dans la région, à établir une setlist et même enregistrer leur première démo. Le nom du groupe est arrivé plus tardivement après avoir failli être connu en tant que Forever Death ou Lord. Dès 2005, le groupe s'attelle à l'écriture de ce qui deviendra Tyrant.

### Tyrant(2007-2008)

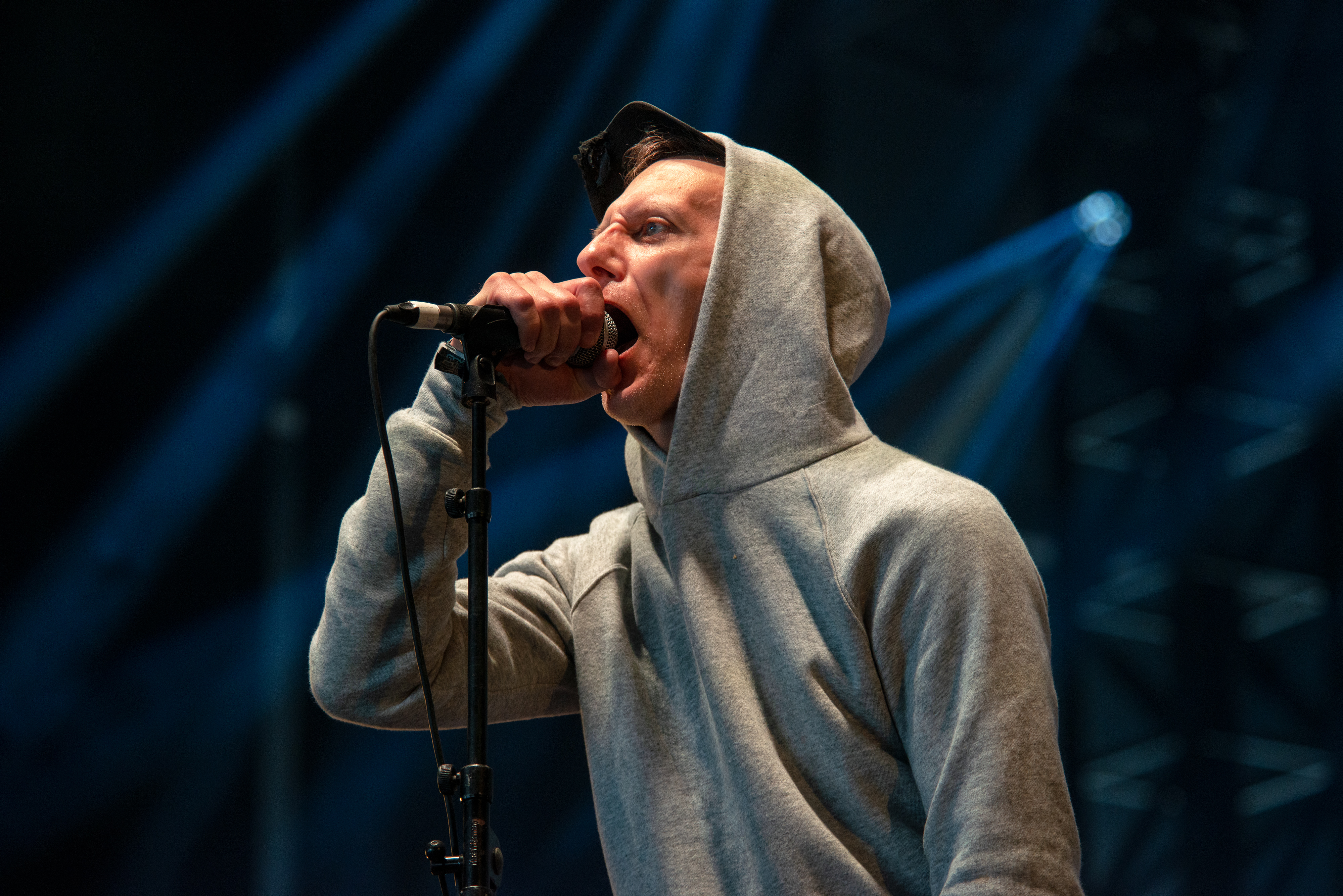
Bryan Funck au Hellfest 2022.

Aux alentours de 2007, Bryan Funck qui organise alors des concerts à la Nouvelle-Orléans est à la recherche de groupes à programmer mais il ne trouve pas de formations assez lourdes. Il étend alors son spectre de recherche à Baton Rouge, où il découvre Thou. Il s'éprend énormément de leur musique, mais il n'apprécie pas du tout le chant de Matthew Thudium. Il contacte le groupe en leur demandant de le laisser devenir le chanteur, sans savoir que Matthew est aussi l'un des guitaristes, et qu'en contrepartie il pourrait les programmer dans différents concerts,,.

« J'ai en quelque sorte fait pression pour qu'ils rejoignent Thou. En gros, je leur ai dit que je pensais que leur chanteur était nul et qu'ils devraient me laisser chanter dans le groupe. »

— Bryan Funck, Thou Singer Talks New Album, 90s NOLA Scene, Why Band Was "Reaction" to Eyehategod
Andy est alors le seul à le connaître, principalement de réputation. Il l'a notamment vu à des concerts qu'il a organisé au Banks Street Bar à la Nouvelle-Orléans. Ce qui lui permet de savoir que malgré son tempérament et sa personnalité intense, il est aussi quelqu'un de très organisé et qu'il pourrait apporter énormément au groupe. Il a donc fallu que Andy réussisse à vendre l'idée de l'arrivée de Bryan Funck aux autres membres de Thou. Le plus difficile étant qu'ils avaient déjà enregistré Tyrant et que cela faisait déjà deux ans qu'ils travaillaient leur image et leur son sans Bryan. Dans un premier temps, ils proposent à Bryan d'être le second chanteur, ce qui ne l'intéresse pas particulièrement. Plus tard Bryan, alors qu'il est chauffeur pour la tournée du groupe We Need To Talk, recroise Andy qui y assure la batterie. Le groupe a quasiment emprunté tout le matériel de Thou. Ils demandent alors à Bryan de rejoindre la tournée, où ils pourront l'essayer en tant que chanteur.
Après l'arrivée de Bryan, le groupe réenregistre les parties vocales de Tyrant qui ont été perdues. Assez respectueux du matériel original, il reprend les lignes de chants et les paroles mises en place par Matthew Thudium et se contente de compléter les parties manquantes. Tyrant sort en 2007 sur le label One Eye Records. Il a été enregistré en près d'une semaine dans l'ancien studio de répétition du groupe par Brennan Moss, que Andy et Matthew connaissent depuis le CM2 et avec qui ils ont joué dans différents groupes, et été mixé par Michael Talley,,.

### Peasant(2008-2010)
À partir de 2008, le groupe commence à être extrêmement productif et à sortir de nombreux EPs, singles et albums collaboratifs en plus de leurs albums. Leur deuxième album Peasant parait sur le label Level Plane Records. Comme Tyrant, il a été enregistré par Brennan Moss et Michael Talley. Cette fois, il a été enregistré dans un appartement, situé au-dessus d'un bar, qui était probablement le studio de Brennan,. Il est suivi des EPs et singles The Retaliation Of The Immutable Force Of Nature, To Carry a Stone et Malfeasance - Retribution. Ainsi que deux splits Thrive And Decay avec Black September et We Pass Like Night... From Land to Land avec Leech. Malfeasance - Retribution, Thrive And Decay et We Pass Like Night... From Land to Land ont été enregistrés par James Whitten, un ami de Bryan Funck de la Nouvelle-Orléans, qui a transformé son appartement en studio d'enregistrement.
Avec We Pass Like Night... From Land to Land, Thou fait appel pour la première à Emily McWilliams, qui est la partenaire de Bryan Funck,, pour chanter et jouer du piano sur le titre The Defeatist's Lament,,. En fin d'année 2008, le groupe assure les premières parties de Weedeater puis de Sunn O))) sur The Grimmrobe Demos Tour.
Le 20 mai 2009, parait Through the Empires of Eternal Void qui est un EP de reprise de Black Sabbath. Le 24 novembre, Thou sort en version numérique Baton Rouge, You Have Much To Answer For. L'EP comprend notamment une reprise de Nirvana. L'idée de l'EP est né de la frustration qu'éprouve à l'époque Bryan Funck du fait de la difficulté de maintenir un semblant d'ordre dans les concerts donnés dans les appartements ou les maisons à Baton Rouge, avec des groupes qu'il juge indisciplinés. Andy Gibbs cherche à montrer les aspects les plus positifs de la scène locale. Néanmoins, il juge que la scène underground de Baton Rouge a très peu d'estime pour elle-même et que la ville n'est pas très portée sur la culture et l'art.

« (La scène underground de Baton Rouge) a un sens exceptionnel du dégoût de soi, et je pense que c'est peut-être pour une bonne raison. Il y a tellement de choses à propos de Baton Rouge qui sont anti-culture, ou anti-art, même s'il y a beaucoup de bonnes choses ici aussi. »

— Andy Gibbs, Thou shall DIY
En octobre paraissent les split albums Degradation of Human Life avec Mohoram Atta, groupe de hardcore originaire de Santa Cruz, et Our Enemy Civilization avec Salome, groupe de sludge de Virginie mené par Katherine Katz (ex-Agoraphobic Nosebleed). Emily McWilliams a notamment composé Reprise, le morceau instrumental de ce dernier. Puis en décembre sort Reincarnation Prayer avec Haarp, groupe de sludge de la Nouvelle-Orléans.

### Summit(2010-2014)
Thou sort Summit, son troisième album, en juin 2010. Le label Gilead Media s'occupe de la parution des disques et Southern Lord Records des vinyls,. Il a été enregistré par James Whitten à Algiers, Louisiane, au Living Room Studio, une ancienne église des années 1930 qui a été reconvertie en studio d'enregistrement par Chris George et Daniel Marjorie,. Summit incorpore de nouveaux éléments à sa musique par rapport à ses albums précédents, dont des parties black metal et post-rock. Ils font à nouveau appel à Emily McWilliams pour le chant et le piano et ils intègrent aussi du cor, du trombone et de l'alto,. Le concept de Summit est de réussir à dépasser les limitations du système de classes imposées par le capitalisme moderne.

« D'un point de vue social ou politique, il s'agit de défier le système de classes étouffant issu du capitalisme moderne. À un niveau plus métaphysique, il s'agit de surmonter les limites de l'oppression physique et émotionnelle, qu'elle soit imposée ou non.. »

— Bryan Funck, Interview with THOU
L'album reçoit un bon accueil critique, Decibel le classe à la huitième place des meilleurs albums de metal de l'année. Treblezine le classe même parmi ses 100 albums préférés de tous les temps en 2023. Le 22 juin, sort le split album Tears that Soak a Callous Heart avec Moloch, groupe de sludge originaire de Leicester. Le titre de l'album fait référence au morceau I Stay Away de Alice in Chains. Durant l'été, Terry Gulino qui a décidé de quitter le groupe est remplacé par Josh Nee à la batterie,. Avant de rejoindre Thou, il jouait dans Man Plus Building, un groupe de rock indépendant de Baton Rouge.

« Je suis passé d'un groupe de rock de style Yeah Yeah Yeahs à un groupe de downtempo, de doomy [...] Mon plus grand défi a été de m'adapter au volume de tout cela. Je devais frapper la batterie beaucoup plus fort et jouer de manière à pouvoir contrôler ce que je faisais tout en m'adaptant au volume du groupe.. »

— Josh Nee, Thou shall DIY
Un nouveau split Dwell In the Darkness of Thought and Drink the Poison of Life avec The City is The Tower, groupe punk d'Albuquerque, sort en juillet. Puis en août parait le split A Faire Quarrell avec Human Intruder, groupe de doom originaire de Nuremberg.
Après les sessions d'enregistrements de Summit, le groupe est plutôt épuisé, mais l'arrivée de Josh Nee a permis d'apporter une nouvelle forme d'énergie qui s'est concrétisée dans l'EP To the Chaos Wizard Youth sorti le 24 mai 2011. Juste après sa sortie, le groupe envisage de faire un EP tribute à Fiona Apple. Ils commencent à répéter, mais finalement l'idée ne fonctionne pas. La musique de Fiona Apple ne s'adapte pas à leur style,. Le 21 juin parait le split album War is the Force that Gives Us Meaning : A Two Part Analysis of Personal and Interpersonal Conflict avec Cower, groupe hardcore de Portland. Le groupe avait l'intention de changer sa façon de composer pour l'occasion et de s'adapter au style de Cower, mais ça n'a pas fonctionné, ils ont alors décidé de revenir à un style plus classique. Il est suivi le 2 août 2011 part l'EP The Archer and the Owles, qui est une sorte de compilation comprenant un nouveau morceau, deux anciens et trois reprises, dont Something in the Way de Nirvana et deux morceaux de Pygmy Lush.
Le 12 mars 2012 parait le split July / 4th of July avec Kowloon Walled City. Thou réinterprète le titre 4th of July de Soundgarden. Le 23 avril sort le split Ressurection Bay avec Hell, groupe de funeral doom originaire de Salem.
Le 12 avril 2013, sort l'EP Call no Man Happy Until He is Dead. Il s'agit de demos enregistrées en 2005 avant que Bryan Funck ne rentre dans le groupe. Le chant est donc assuré par Matthew Thudium,.

### Heathen(2014-2018)
Le 25 février 2014 sort Heathen sur le label Gilead Media. Il marque une évolution dans la musique du groupe avec l'incorporation d'un chant clair plus présent et de guitares acoustiques. Au moment de composer les morceaux, les membres du groupe souhaitent y intégrer plus de dynamiques et laisser plus de places pour des expérimentations sonores, que cela soit avec du chant clair ou des synthétiseurs. L'album incorpore aussi des interludes musicales entre les différents morceaux. Comme Summit, Heathen a été enregistré à Algiers par James Whitten, et il a été masterisé par Adam Tucker. On retrouve à nouveau Emily McWilliams et Derek Zimmer invités au chant.
Le 8 avril parait l'EP The Sacrifice. Il a été enregistré à Algiers, en 2013, en même temps que Heathen par James Whitten et masterisé par James Plotkin. Derek Zimmer y est convié au chant,. L'EP comprend quatre morceaux originaux et une reprise de Nirvana, I Hate Myself and I Want to Die.
En avril, Thou sort en collaboration avec The Body Released from Love. L'idée de collaborer ensemble vient alors que Thou travaillait sur des covers de Fiona Apple. Alors qu'ils ont demandé à The Body de participer, Lee Buford leur a proposé de faire un album ensemble. Cet album aussi est enregistré en 2013 à Algiers par James Whitten et mixé par Machines With Magnets. Il comprend la reprise du titre Coward de Vic Chesnutt.
En janvier 2015, Thou et The Body sortent leur nouvelle collaboration You, Whom I Hate Always Hated. Il parait sur le label Thrill Jockey. Il comprend une reprise du titre Terrible Lie de Nine Inch Nails. Ce nouvel EP est une continuation de leur travail précédent.
Le 13 avril 2015 Thou sort le split I Hate Thou b/w Eyehatethou avec Barghest. Le morceau The Mystery of Contradiction est réutilisé par Thou, sous le nom Eyehatethou, en version courte dans le cadre du programme Adult Swim Singles series produit par Adult Swim. Ce morceau est un hommage à Eyehategod, autre groupe de Sludge de la Nouvelle-Orléans. Le 18 avril 2015 Thou sort l'EP de reprise Only You Deserve Conceit. Il comprend une cover de Spin the Black Circle de Pearl Jam et une cover de No Excuses de Alice in Chains. Cet EP est une exclusivité produite par Sisters in Christ, micro-label et magasin indépendant de la Nouvelle-Orléans, dont Bryan Funck est l'un des gérants, pour le Record Store Day. Le 4 mai sort le split de reprise Wingwalker / Prayer to God avec Great Falls, groupe de noise rock originaire de Seattle. Les deux titres sont des reprises du groupe Shellac.

### Magus(depuis 2018)
En 2018, Josh Nee est remplacé par Tyler Coburn à la batterie. Le groupe s'agrandit avec l'arrivée de KC Stafford, d'abord en tant que membre de session et bassiste live, puis intégré en tant que membre officiant à la guitare et au chant,,. Ils sortent trois EPs d'affilée The House Primordial, Inconsolable et Rhea Sylvia qui composent une trilogie où chacun d'entre eux représente une des facette de l'album à venir. The House Primordial sort le 1 mai 2018. Il présente l'aspect drone. Il est suivi par Inconsolable qui sort le 27 juillet et exprime l'aspect le plus folk de leur musique. Ils font appel à de nombreux invités. Au chant, on retrouve Emily McWilliams, mais aussi Melissa Guion, Nicole Estill (True Widow), Clayton Hunt  et Scott Francioni ; et au chant et au violon, il y a Jacques Boudreaux et KC Stafford, dont c'est la première apparition sur un enregistrement de Thou,. Le dernier EP, Rhea Sylvia est l'incarnation la plus grunge de la musique de Thou et comprend des versions retravaillées de morceaux du projet solo de Matthew Thudium. Magus sort le 31 août sur le label Sacred Bones. Il est à nouveau enregistré par James Whitten et masterisé par James Plotkin et on retrouve Emily McWilliams au chant additionnel.
Avec The Hirs Collective, Thou enregistre le split de reprises de Nirvana I Have Become Your Pupil. Il sort le 20 avril 2018. Il est suivi en septembre par le split Let Our Names Be Forgotten avec Ragana. L'album est dédié aux victimes de l'incendie du Ghost Ship d'Oakland qui a eu lieu en 2016.
Début 2019, Thou rencontre Emma Ruth Rundle. Walter Hoeijmakers, l'organisateur du Roadburn Festival, leur a demandé de produire une œuvre originale pour l'édition de cette année-là. Afin de se préparer pour leur performance d'avril à Tilburg, ils font quelques dates où Emma Ruth Rundle ouvre la soirée, suivie par Thou et où de temps en temps, ils peuvent essayer leurs nouvelles compositions. Le 6 août 2019 parait le split album Sisters in Christ RSD 2018 - "West Coast" avec Kowloon Walled City, Dangers et Lingua Ignota. Les bénéfices récoltés lors de la vente de l'album sont destinés à aider le magasin Sisters in Christ.
En mai 2020 sort There's Good in All of Us le nouveau split entre +HIRS+ et Thou. Il est distribué en tant que bonus avec le second pressage de leur split I Have Become Your Pupil. Le 30 octobre sort May Our Chambers Be Full composé avec Emma Ruth Rundle, né de leur collaboration au Roadburn 2019. Il parait sur le label Sacred Bones Records dans la collection Alliance Series, consacrée aux collaborations entre artistes du label et invités,.
Le 15 janvier 2021 parait l'EP The Helm of Sorrow qui est la suite de May Our Chambers Be Full, et qui comprend notamment la reprise du morceau Hollywood de The Cranberries que Thou et Emma Ruth Rundle avaient interprété au Roadburn 2019.
Le 1er avril 2022 sort le split Bob / Sleep Test | Tight Rope | Heavy Bones avec Heavy Mantle. Il sort dans le cadre des 20 ans du label Tor Johnson Records. Il est suivi par le split de reprise Cowboy Wisdom avec Jenna & The Pups et +HIRS+, Thou prenant l'alias Hank V et où ils interprètent Any Man of Mine de Shania Twain. Le 22 avril 2022 Thou et Mizmor prennent tout le monde par surprise en sortant l'album collaboratif Myopia, le jour même où les deux groupes l'interprètent dans un show-non annoncé au Roadburn 2022.

## Style et influences
Thou se considère comme un groupe de grunge. Pour Bryan Funck, ils sont plus proches de groupes comme Alice in Chains et Soundgarden que Eyehategod ou Crowbar. Ils revendiquent être influencés par Crowbar, Eyehategod, Nirvana et Fiona Apple.

## Membres

### Membres actuels
- Bryan Funck : Chant (depuis 2007)
- Andy Gibbs : Guitare (depuis 2005)
- Matthew Thudium : Guitare (depuis 2005)
- KC Stafford : Guitare, Chant (depuis 2018)
- Mitch Wells : Basse (depuis 2005)
- Tyler Coburn : Batterie (depuis 2018)

### Membres passés
- Terry Gulino :Batterie (2005-2010)
- Josh Nee : Batterie (2010-2018)

## Discographie

### Albums studio
- 2007 - Tyrant
- 2008 - Peasant
- 2010 - Summit
- 2014 - Heathen
- 2018 - Magus
- 2024 - Umbilical

### Singles et EPs
- 2007 : Demo
- 2008 : The Retaliation Of The Immutable Force Of Nature
- 2008 : To Carry a Stone
- 2008 : Malfeasance - Retribution
- 2009 : Through the Empires of Eternal Void
- 2009 : Baton Rouge, You Have Much to Answer For
- 2011 : The Archer & The Owle
- 2011 : To the Chaos Wizard Youth
- 2013 : Call no Man Happy Until He is Dead
- 2014 : The Sacrifice
- 2015 : Only You Deserve Conceit
- 2015 : Eyehatethou
- 2018 : The House Primordial
- 2018 : Inconsolable
- 2018 : Rhea Sylvia
- 2022 : Rhea Sylvia Demos

### Splits
- 2008 : Thrive And Decay (avec Black September)
- 2008 : We Pass Like Night... From Land to Land (avec Leech)
- 2009 : Degradation of Human Life (avec Mohoram Atta)
- 2009 : Our Enemy Civilization (avec Salome)
- 2009 : Reincarnation Prayer (avec Haarp)
- 2010 : Tears that Soak a Callous Heart (avec Moloch)
- 2010 : Dwell in the Darkness of Thought and Drink the Poison of Life (avec The City is the Tower)
- 2010 : A Faire Quarell (avec Human Intruder)
- 2011 : War is the Force that Gives Us Meaning : A Two Part Analysis of Personal and Interpersonal Conflict (avec Cower)
- 2012 : July / 4th of July (avec Kowloon Walled City)
- 2012 : Ressurection Bay (avec Hell)
- 2015 : Wingwalker / Prayer to God (avec Great Falls)
- 2015 : Hate Thou b/w Eyehatethou (avec Barghest)
- 2018 : I Have Become Your Pupil (avec +HIRS+)
- 2018 : Let Our Names Be Forgotten (avec Ragana)
- 2019 : Sisters in Christ RSD 2018 - "West Coast" (avec Kowloon Walled City et Lingua Ignota)
- 2020 : There's Good in All of Us (avec +HIRS+)
- 2022 : Cowboy Wisdom (avec Jenna and the Pups et +HIRS+)
- 2022 : Bob / Sleep Test | Tight Rope | Heavy Bones (avec Heavy Mantle)

### Collaborations
- 2014 : Released from Love (avec The Body)
- 2015 : You, Whom I Hate Always Hated (avec The Body)
- 2019 : Everyday, Things Are Getting Worse (avec The Body)
- 2020 : May Our Chambers Be Full (avec Emma Ruth Rundle)
- 2021 : The Helm of Sorrow (avec Emma Ruth Rundle)
- 2022 : Myopia (avec Mizmor)
- 2022 : Norco Original Soundtrack (avec Gewgawly I)